# Berthold Schwarz
Berthold Schwarz (30. června 1893 Parník – po roce 1948 ?) byl německy hovořící architekt působící na území Československa. V roce 1939 emigroval do Indie.

## Život
Narodil se v rodině obchodního příručího (dle matričního záznamu továrního úředníka) Moritze Schwarze a jeho manželky Irmy, rozené Winterové. Architekturu vystudoval pravděpodobně ve Vídni. V roce 1919 se přestěhoval do Prahy. V roce 1931 se oženil s výtvarnicí Hedvikou Fleischerovou. Manželství bylo pravděpodobně bezdětné.
V roce 1938 požádali manželé Schwarzovi o vystěhovalecké pasy s tím, že odcestují do indické Bombaje. Z Prahy manželé odcestovali pravděpodobně 15. března 1939.

### Omyly v životopisných údajích v odborné literatuře
Některé zdroje uvádějí, že zemřel pravděpodobně v roce 1945 v koncentračním táboře Dachau. Podle databáze obětí koncentračního tábora Dachau by se jednalo o Bertholda Schwarze, narozeného 5. března 1910, který zahynul 31. března 1945, obchodního příručího. Datum narození a povolání příručího potvrzuje i matriční záznam o sňatku z roku 1936 s Martou Peškovou. Zjevně se tedy nejednalo o tohoto architekta.

## Dílo

### Praha a okolí
- 1920 Rodinný dům čp. 428, Praha 6 – Bubeneč, Juárezova 12[5] (Zbořeno před rokem 2017)
- 1924 nástavba 5. a 6. nadzemního podlaží domu čp. 1585, Praha 1 – Nové Město[5][9]
- 1925 Dům zubního lékaře MUDr. B. v Kolíně, čp. 33, Politických vězňů 53, Kolín IV[10]
- 1926–1927 Rodinný dům Fr. N. čp. 1785, Praha 5 – Smíchov, Holečkova 66[5][10][11]
- 1927 dům Inž. R, čp. 1799, Praha 5 – Smíchov, Na Václavce 15[10]
- 1927 Vila G. – přestavba a nástavba původně přízemního domu v Dobřichovicích[10]
- 1927–1928 Obchodní dům Bárta a spol. (Rosenbaum), čp. 984, Praha 1 – Staré Město, Národní 15[4][10][12][13]
- 1928 Sanatorium MUDr. Ondřeje Schneidera, Praha II – přestavba a nástavba 3. patra, čp. 1771, Praha 2 – Nové Město, U Karlova 28, dnes Ke Karlovu 18[10]
- 1928 Sanatorium Dr. N. N. Gottlieba. čp. 545, Praha 2 – Vinohrady, Londýnská ul. 15, přestavba původního činžovního domu a nástavba dvou pater.[4][10][14]
- 1929 Vila Karla Friedmanna, čp. 850, Praha 4 – Nusle, Na Květnici 20,[4][10][15]
- 1929 Vila S. na Zbraslavi, přestavba, přístavba a nástavba původně přízemního domku z roku 1880,[10]
- 1931 Obchodní dům Fröhlich-Aschermann[p 2] – úprava obchodních prostor v přízemí a mezzaninu[10], čp.837, Praha 1 – Nové Město, Václavské náměstí 11, autorem původního domu byl Matěj Blecha. Dům v devadesátých letech 20. století zbourán, zachována zůstala pouze část původního novobarokního průčelí.[16],
- 1931 Sanatorium MUDr. J. Záhorského a Dr. J. Jerie, čp. 506, Praha 2 – Vinohrady, Londýnská ul. č. 41[10][17]
- 1933 Rodinný dům Heleny Schulhofové, Řevnice, Tyršova čp. 606[18]
- mezi 1931–1936 Činžovní dům s malými byty čp. 16, Praha 4 – Nusle, Boleslavova 30[18]
- mezi 1931–1936 Činžovní dům čp. 1151, Praha 4 – Nusle, Viktorinova 3[18]
- mezi 1931–1936 Činžovní dům čp. 1214, Praha 4 – Nusle, Na Bitevní Pláni 21[18]
- mezi 1931–1936 Činžovní dům čp. 1233, Praha 4 – Nusle, U Gymnázia 1[18]
- mezi 1931–1936 Činžovní dům čp. 1234, Praha 4 – Nusle, U Gymnázia 3[18]
- 1936 Činžovní dům čp. 1278, Praha 4 – Nusle, Na Dolinách 47[4][19]
- mezi 1931–1938 Vila v Praze – Klánovicích, Dobřenická ul. 223[18] – objekt později přestavěn.

### Liberec
- 1931–1932 vila JUDr. Jaroslava Rosenbacha, čp. 1132, Liberec, Bendlova 17[20]
- 1932–1933 Vila MUDr. Karla Mautnera, čp. 1153, Liberec, Bendlova 11[21]

### Další místa
- Je autorem řady interiérů.[10]
- 1936 Srub Otakara Bondyho v Chotěboři[18], Železnohorská ul. čp. 444, stavbu provedl Ing. Vlastimil Mareš z Golčova Jeníkova.[22][p 3]
- mezi 1931–1938 Vila ředitele filiálky Pragobanky v Bělehradě, Karla Husníka[23] , Čakorska 3, Savski Venac, později přestavěno, 44°47′10,6″ s. š., 20°27′20,1″ v. d.[18]
- Československý veletržní pavilon v Tel Avivu[24]

## Galerie

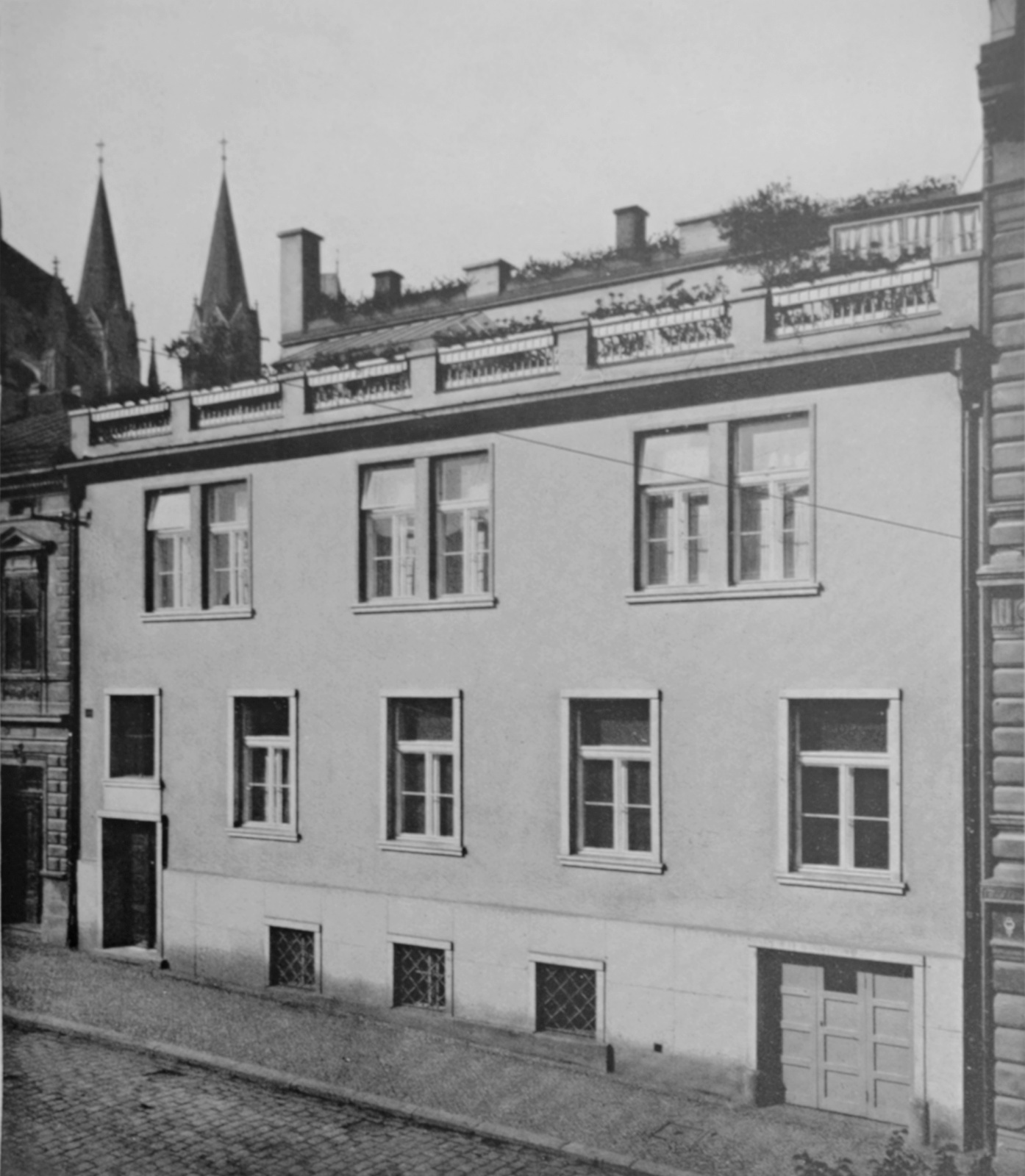
Dům zubního lékaře MUDr. B. v Kolíně, 1925.
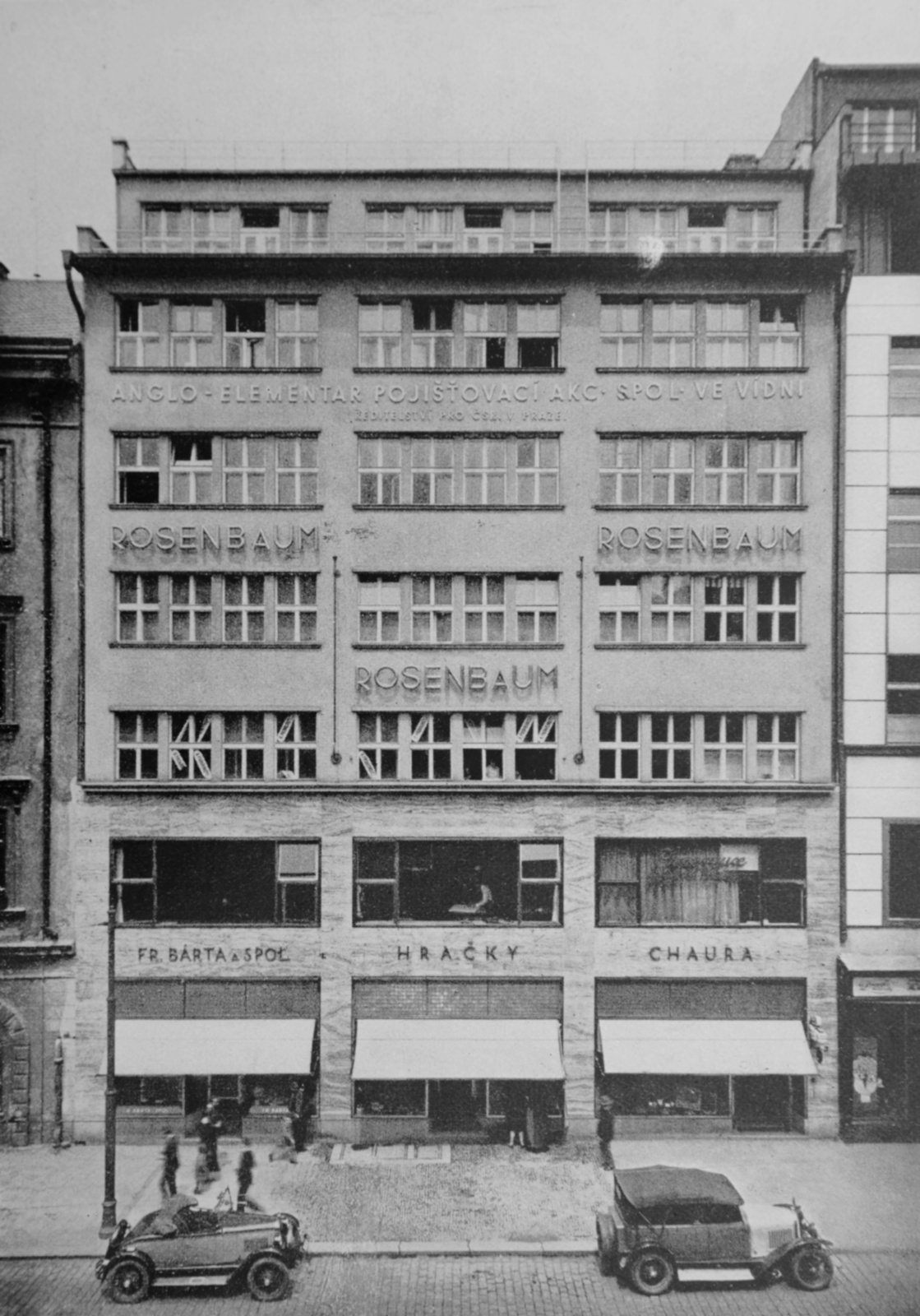
Obchodní dům Bárta a spol. (Rosenbaum), Praha 1, Národní 15, 1928.
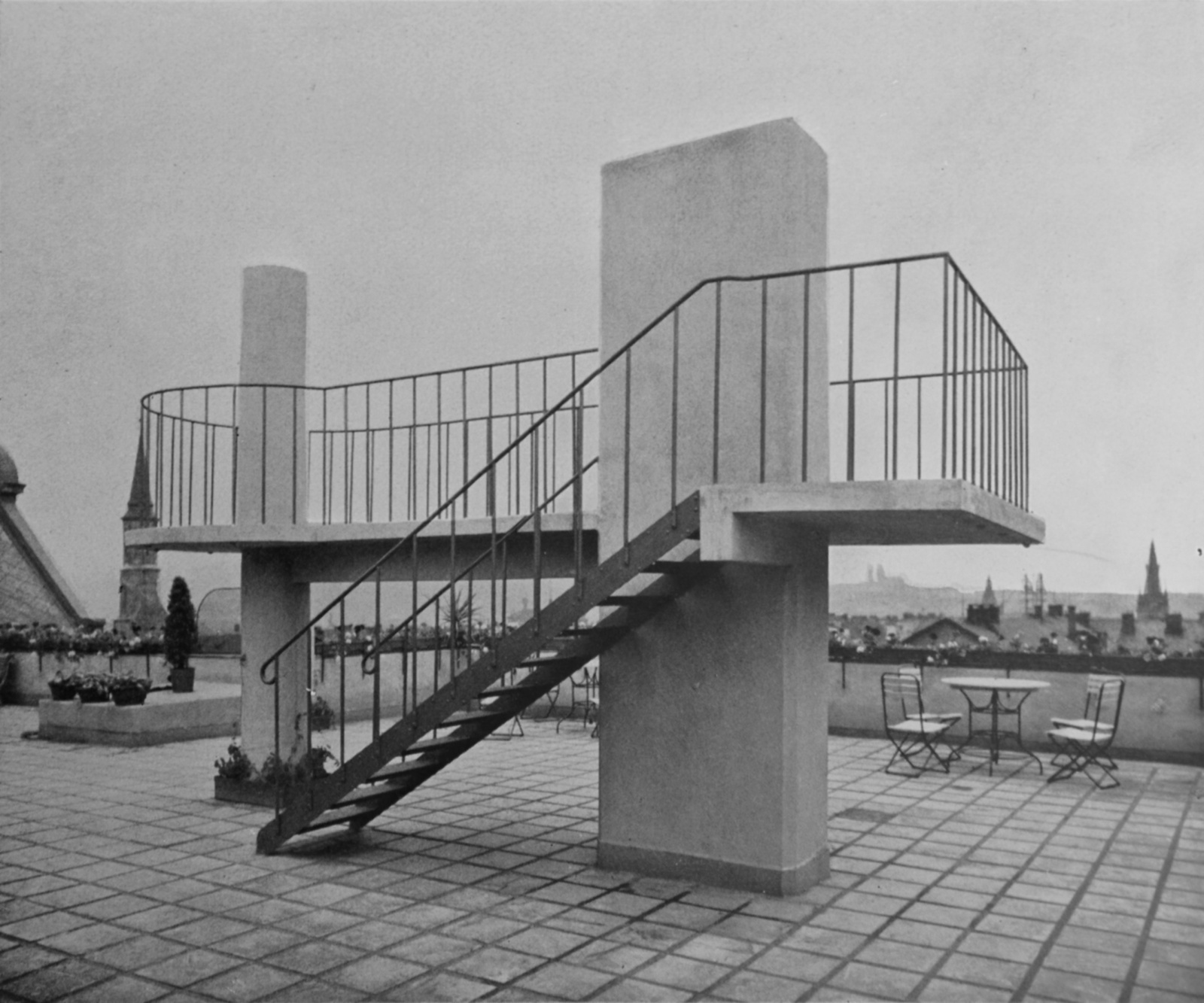
Sanatorium Dr. Schneidera, Praha II, 1928
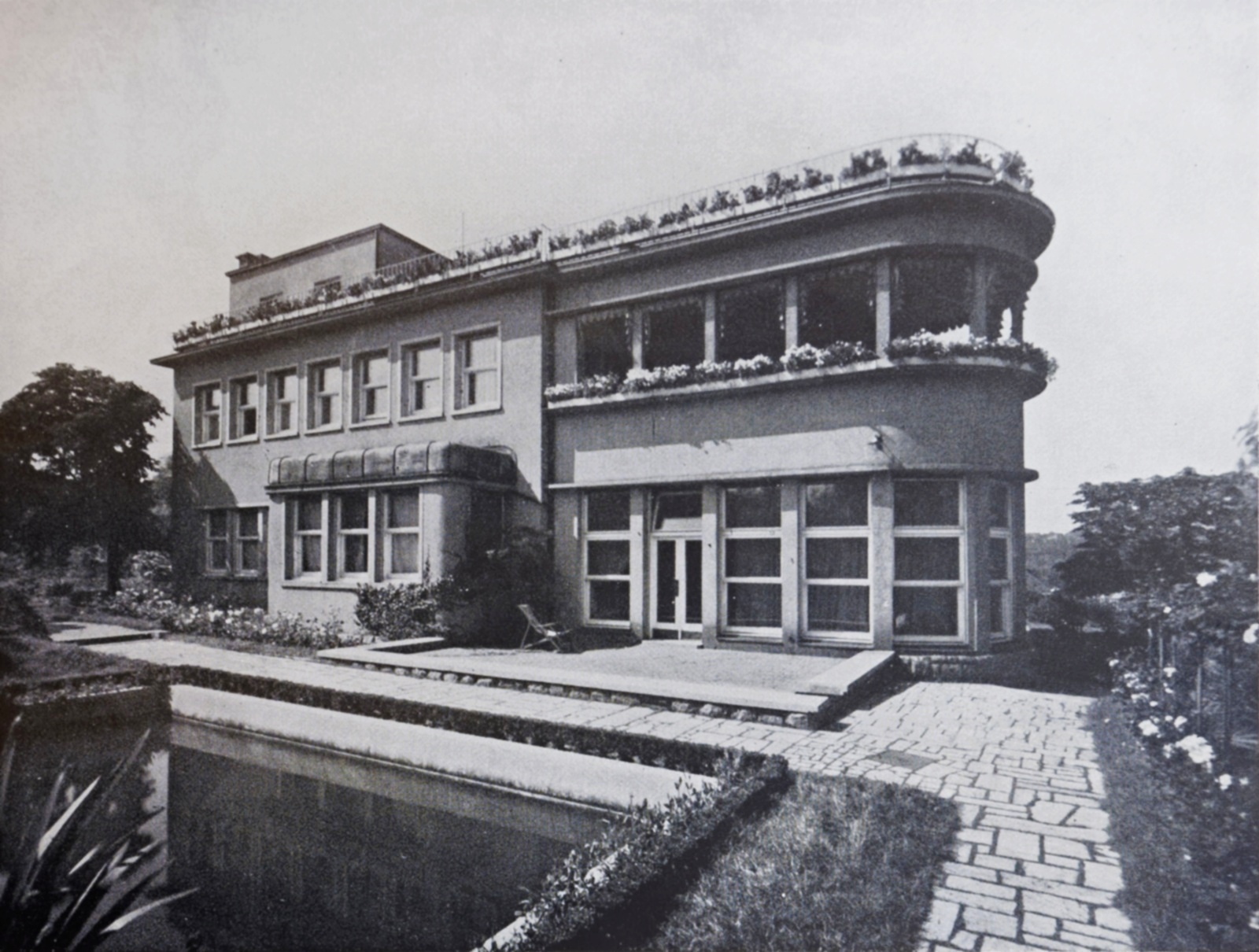
Vila Friedmann, Praha 4, Na Květnici 20, 1929
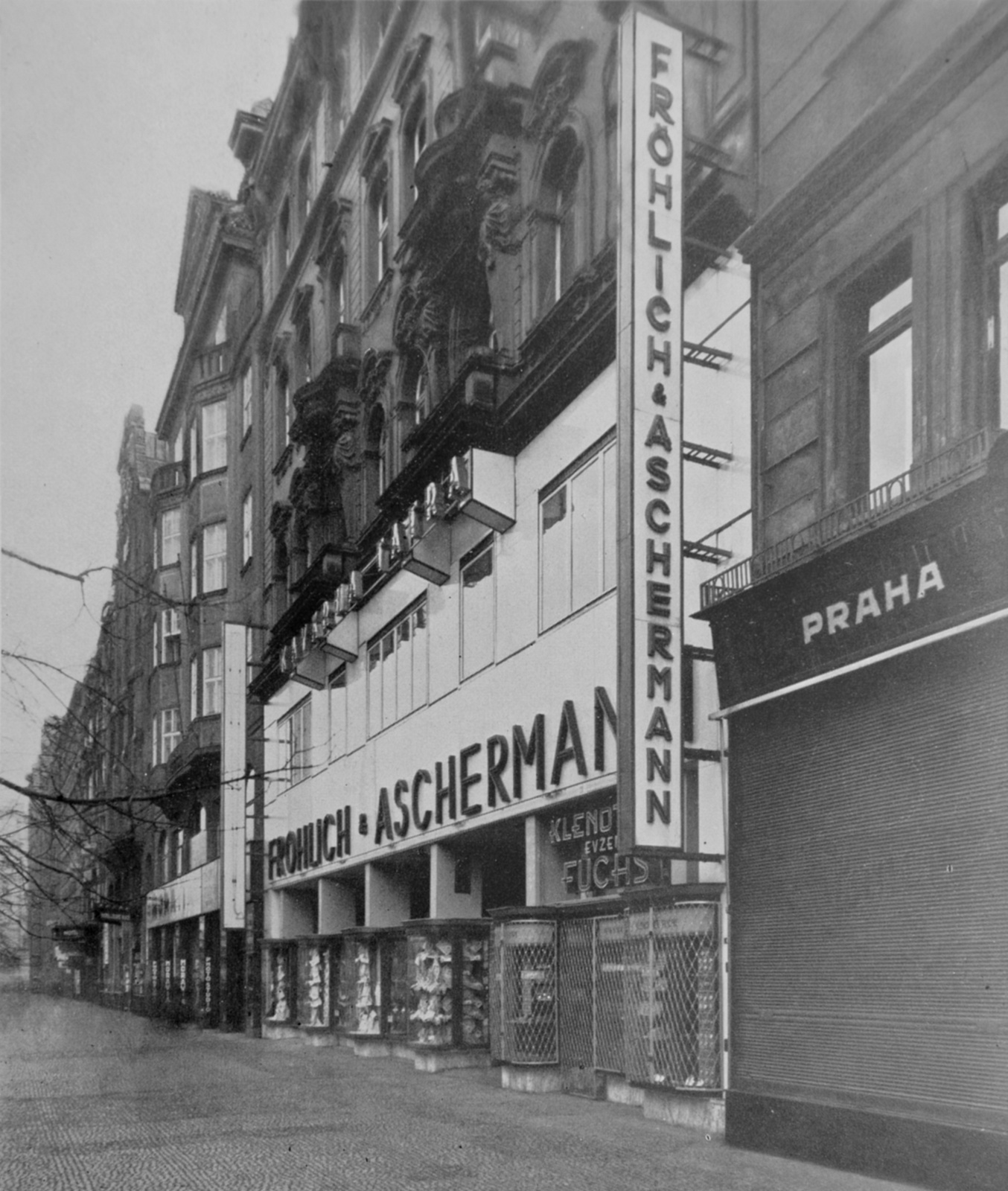
Obchodní dům Fröhlich-Aschermann, Praha 1, Václavské náměstí 11, 1931.
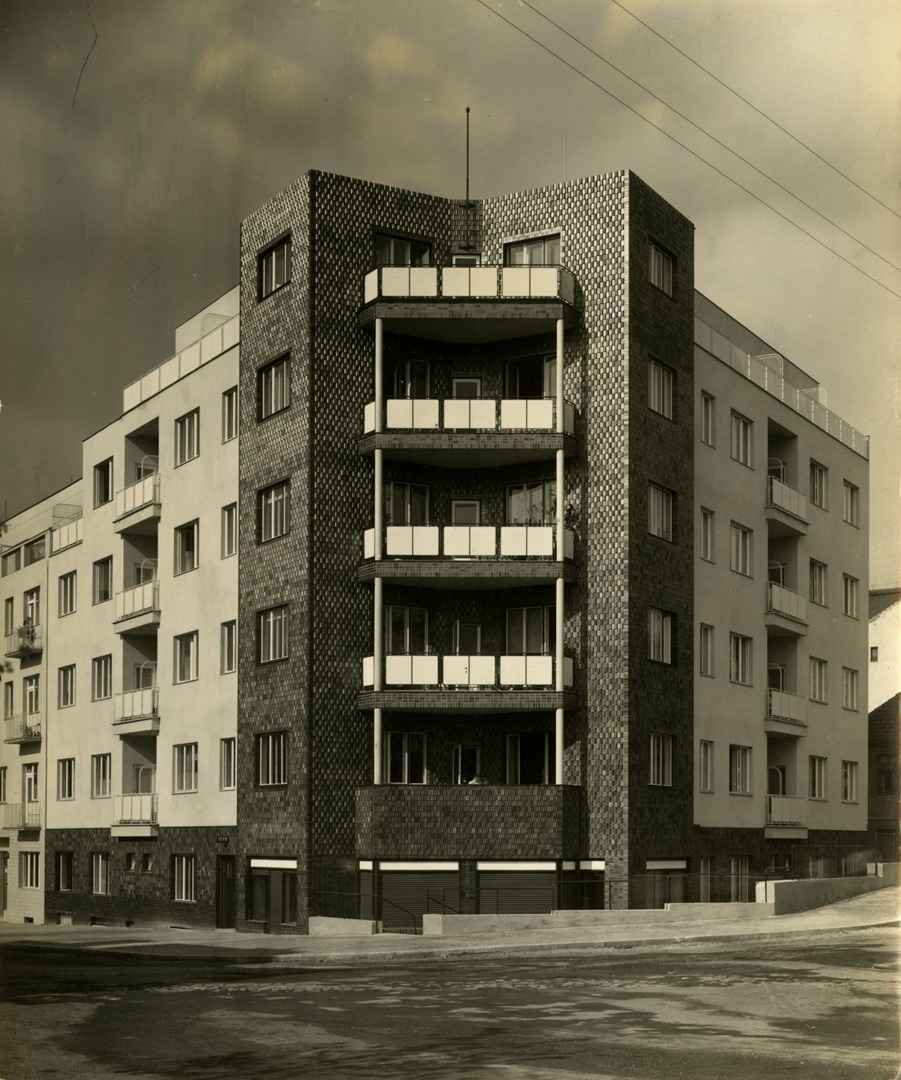
Činžovní dům čp. 1278, Praha 4 - Nusle, Na Dolinách 47
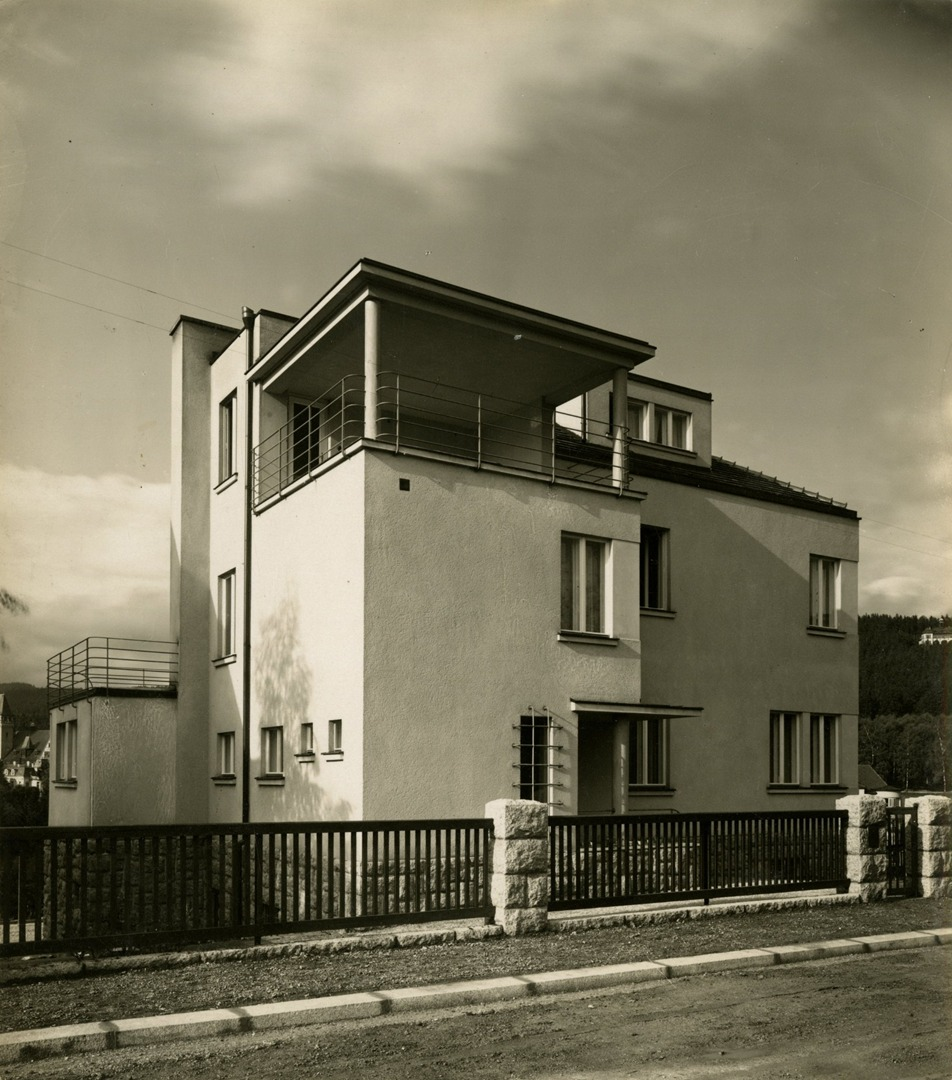
Vila JUDr. Jaroslava Rosenbacha, čp. 1132, Liberec, Bendlova 17.
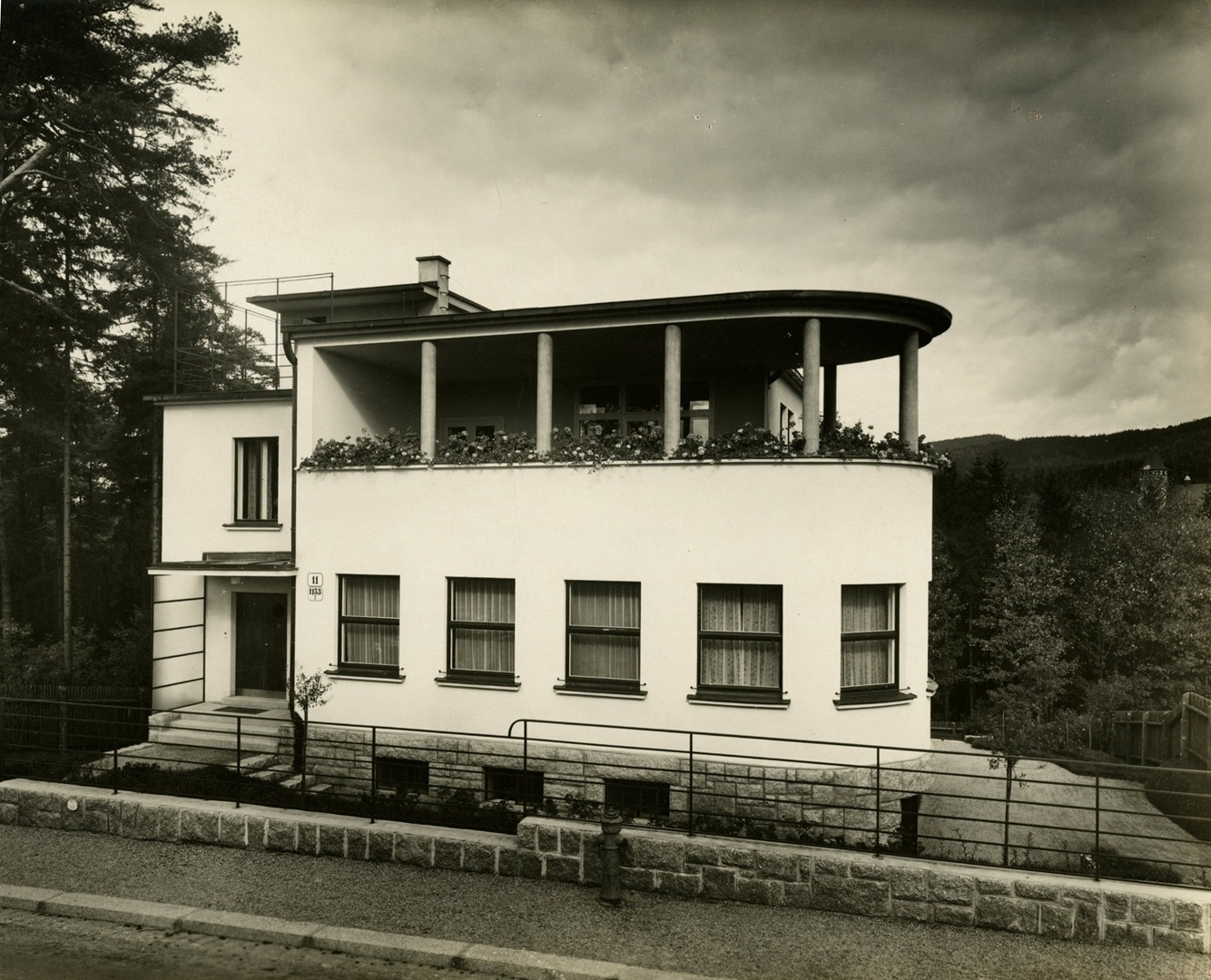
Vila MUDr. Karla Mautnera, čp. 1153, Liberec, Bendlova 11.

Činžovní domy v Nuslích, stav v roce 2020
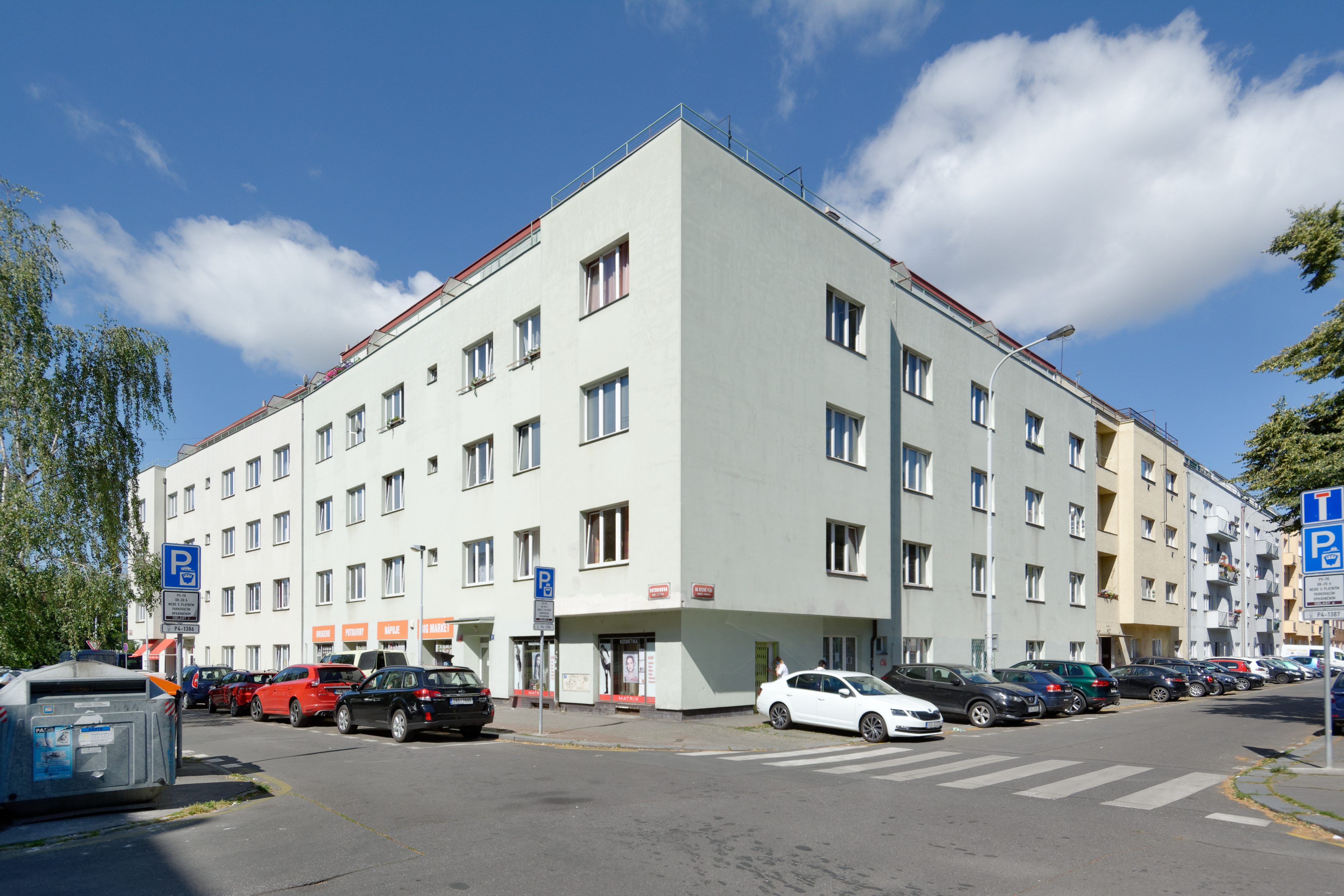
Činžovní dům s malými byty, Viktorinova 3, 1931–1936.
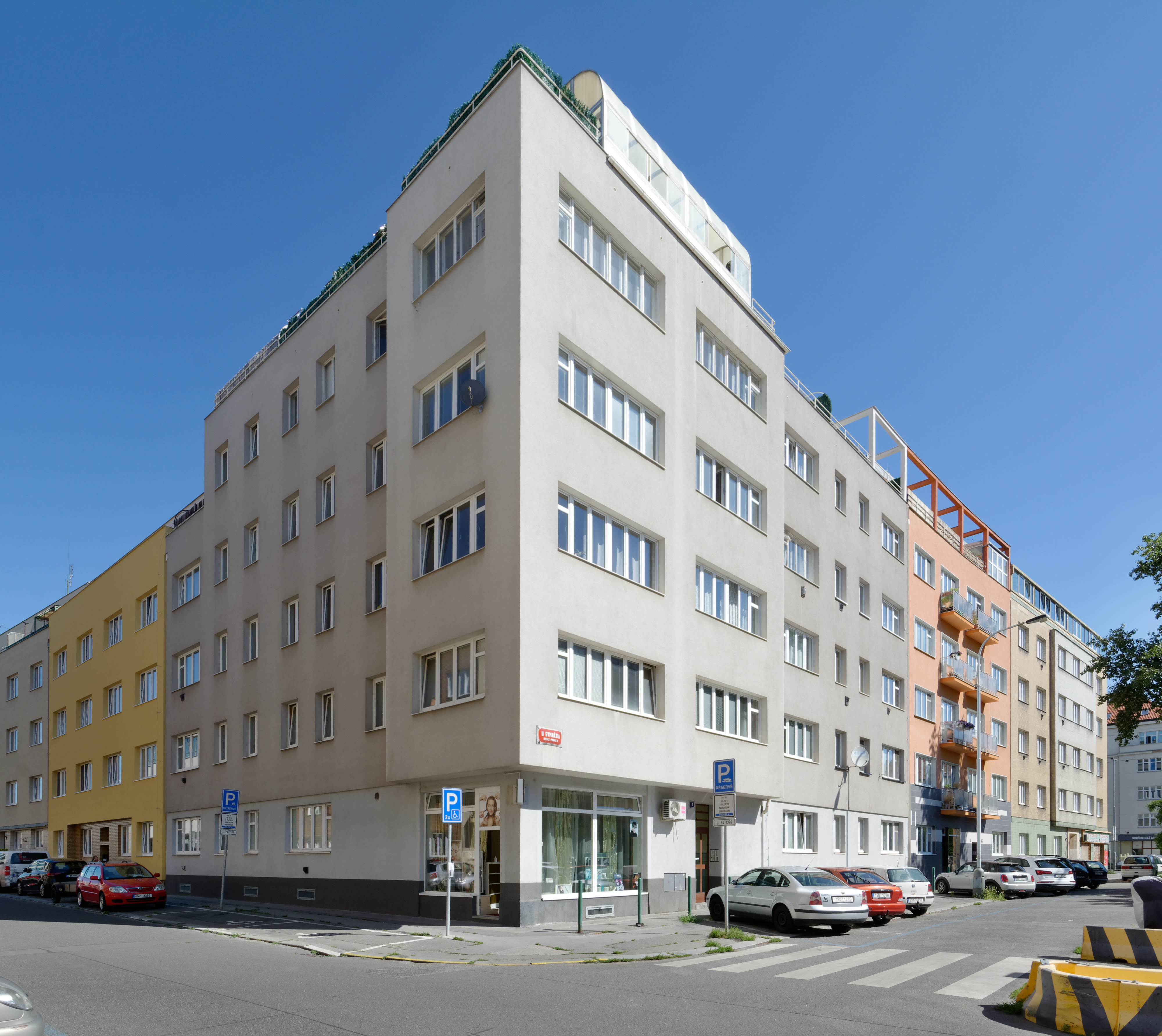
Činžovní domy Na bitevní pláni 21, U Gymnázia 1 a 3, 1931–1936.
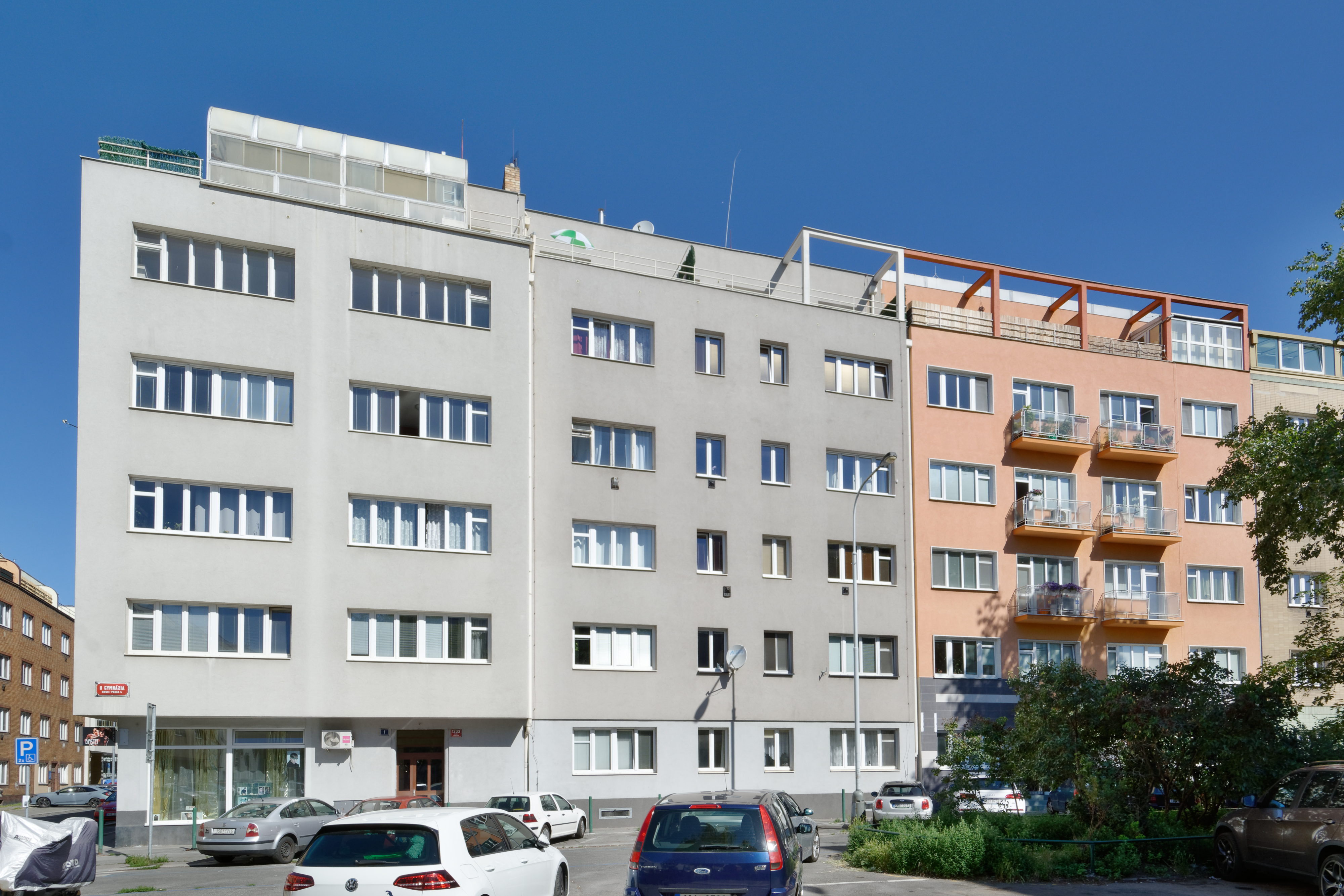
Činžovní domy U Gymnázia 1 a 3, 1931–1936.
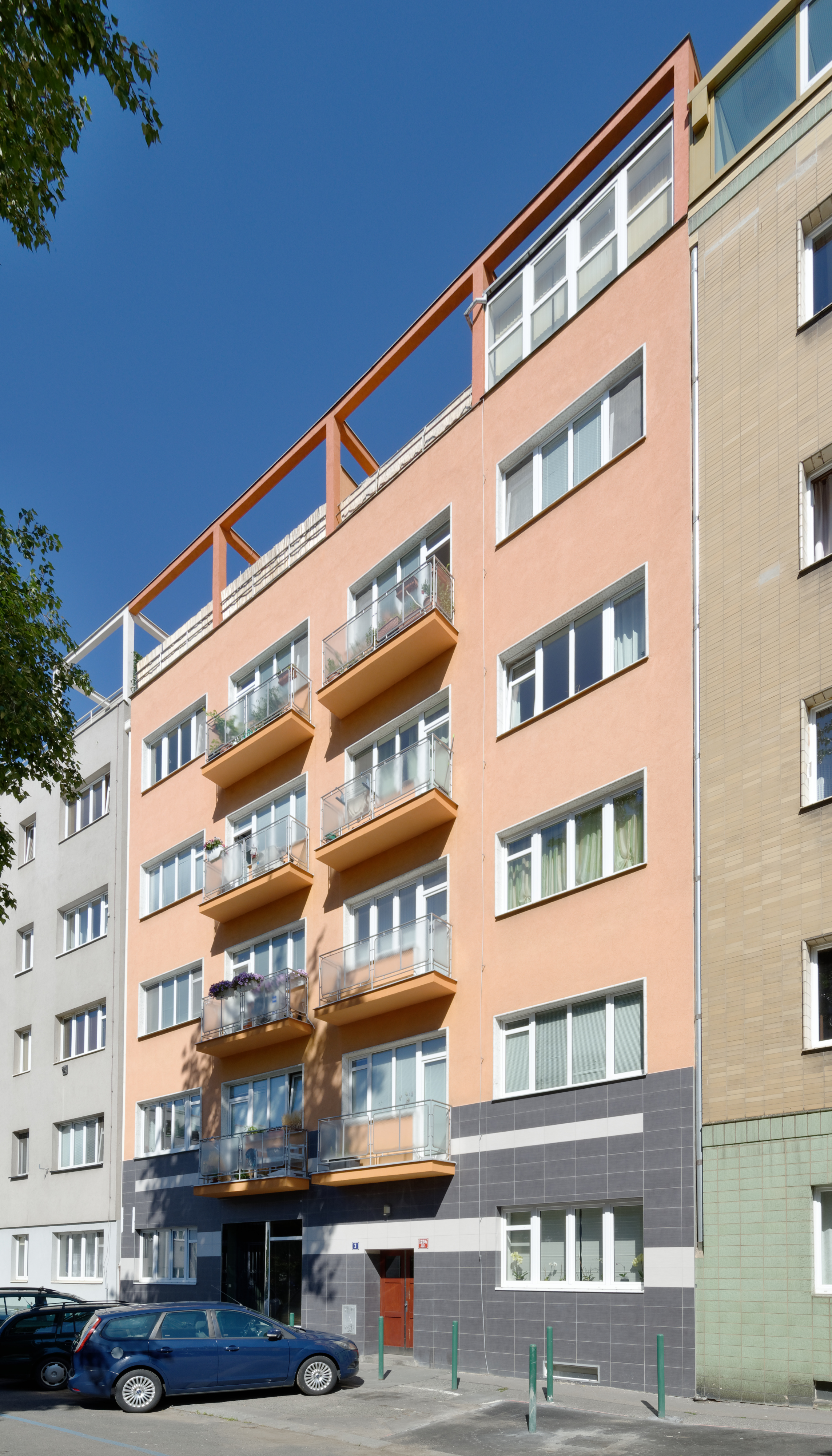
Činžovní dům U Gymnázia 3, 1931–1936.
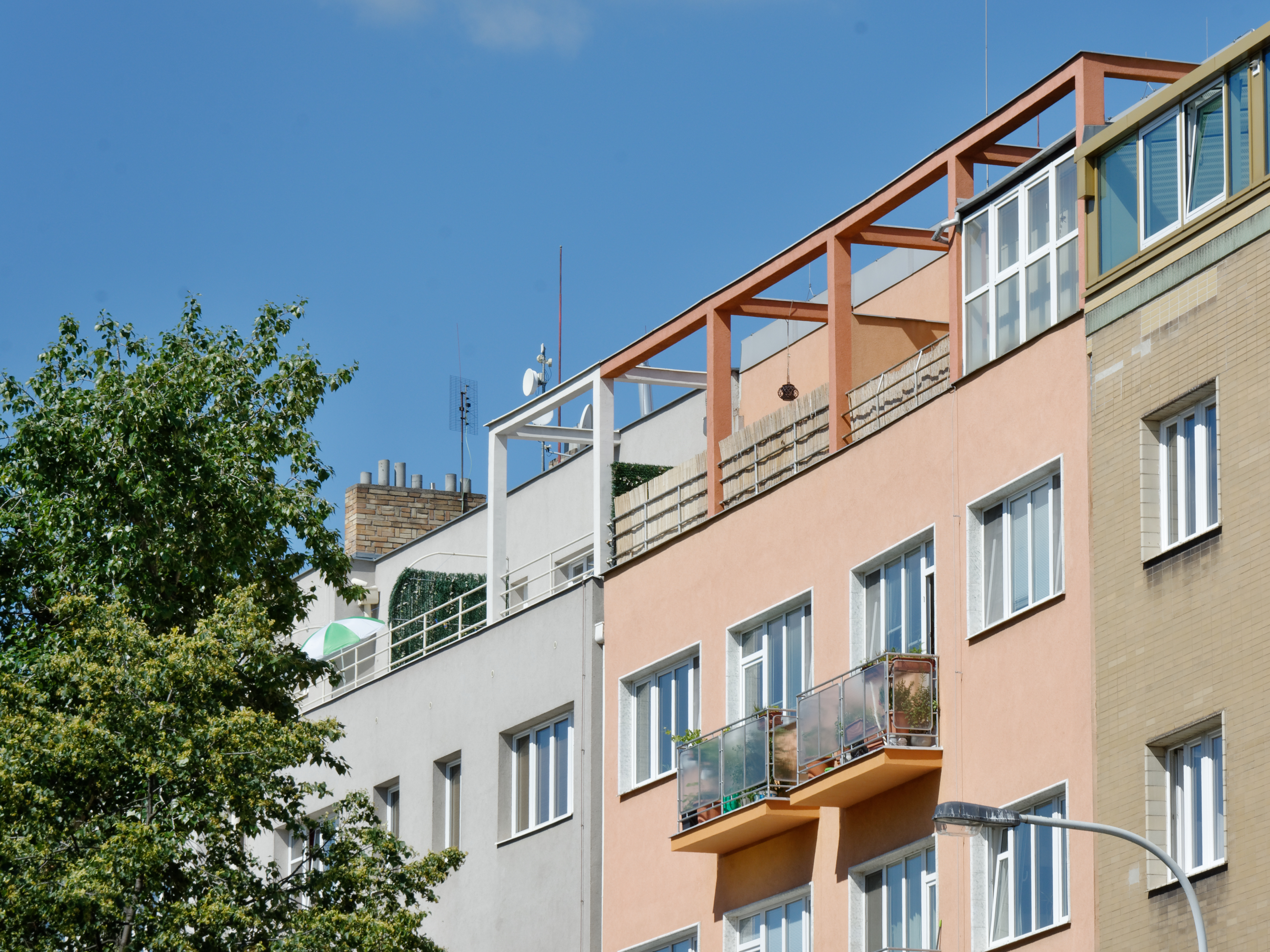
Činžovní dům U Gymnázia 3, 1931–1936. Detail pergoly v posledním podlaží.

## Dílo v Indii
Projektoval továrnu firmy Janda Manufacturing Co. nedaleko Bombaje. V roce 1943 byl vyzván stejnou firmou, aby pro ni navrhl tovární komplex pro 1 000 zaměstnanců, kde by byly vedle výrobních objektů také domy pro ubytování asi 3 000 pracovníků a jejich rodinných příslušníků. Průmyslový komplex se nachází v Láhauru (dnes Pákistán). Tato stavba byla následně podrobně popsána v časopisu Marg Magazine.